# Trà Don
Trà Don là một xã thuộc huyện Nam Trà My, tỉnh Quảng Nam, Việt Nam.
Xã Trà Don có diện tích 75,20 km², dân số năm 2019 là 2.324 người, mật độ dân số đạt 21 người/km².